# Marchal
Marchal, también llamado coloquialmente El Marchal, es una localidad y municipio español perteneciente a la provincia de Granada, en la comunidad autónoma de Andalucía. Está situado en la parte centro-oeste de la comarca de Guadix. Limita al norte con Purullena, al oeste con Cortes y Graena, al sur con Beas de Guadix y al este con Guadix.
Dentro de su término municipal se encuentra el paraje de las Cárcavas de Marchal, formado por un macizo arcilloso con formas acarcavadas de gran belleza y calificado como Monumento Natural. Históricamente este macizo era utilizado en la creación de casas cueva donde habitaban los vecinos del pueblo. Marchal es sede de la Mancomunidad Valle de los Ríos Alhama-Fardes.

## Demografía
Marchal cuenta con una población de 425 habitantes (INE 2024).
| Gráfica de evolución demográfica de Marchal entre 1842 y 2021                                                       |
| |
| Población de derecho según los censos de población del INE Población de hecho según los censos de población del INE |

## Economía

### Evolución de la deuda viva municipal
| Gráfica de evolución de Deuda viva del Ayuntamiento de Marchal entre 2008 y 2019                                |
| |
| Deuda viva del Ayuntamiento de Marchal en miles de Euros según datos del Ministerio de Hacienda y Ad. Públicas. |

## Administración y política
Los resultados en Marchal de las últimas elecciones municipales, celebradas en mayo de 2023, son:
| Elecciones Municipales - Marchal (2023) | Elecciones Municipales - Marchal (2023)  | Elecciones Municipales - Marchal (2023) | Elecciones Municipales - Marchal (2023) | Elecciones Municipales - Marchal (2023) |
| Partido político                        | Partido político                         | Votos                                   | Votos                                   | Concejales                              |
| --------------------------------------- | ---------------------------------------- | --------------------------------------- | --------------------------------------- | --------------------------------------- |
|                                         | Partido Socialista Obrero Español (PSOE) | 169                                     | 57,67 %                                 | 4                                       |
|                                         | Partido Popular (PP)                     | 124                                     | 42,32 %                                 | 3                                       |

## Cultura

### Sitios de interés
Palacio de los Gallardo
También conocido como Casa Grande, Casa del Amo o Casa Rosa, el Palacio de los Gallardo es una imponente mansión construida a finales del siglo XIX, por el banquero Gustavo Gallardo y García como residencia de verano para su familia. Se trata de una propiedad privada, por lo que no se encuentra abierta al público.
El edificio se alza en una posición dominante sobre la localidad de Marchal y el río Alhama, desde lo alto de una colina, lo que le otorga un notable protagonismo paisajístico. Su arquitectura presenta una clara influencia centroeuropea, inspirada en las casas señoriales renacentistas de la región del Loira. Destacan sus tejados pronunciadamente inclinados y sus colores llamativos, que aportan un carácter exótico y contrastan con el «entorno natural de badlands» que caracteriza al municipio.
El complejo cuenta con varias dependencias anexas que, en su momento, fueron utilizadas por los jornaleros que trabajaban en las tierras del entorno. La planta baja del inmueble principal estuvo destinada originalmente a granero, aunque en la actualidad se utiliza como cochera. En este espacio, los jornaleros depositaban el grano como forma de pago por el arrendamiento de las tierras.
Gustavo Gallardo y García, además de su actividad bancaria, tuvo una relevante vinculación con el desarrollo económico y urbanístico de la provincia de Granada. Fue cuñado de Manuel Rodríguez-Acosta, conocido por obras como la iglesia de Montserrat en la Avenida Cervantes o el colegio del Ave María. Gallardo fue también uno de los primeros en introducir el cultivo de remolacha en la región de Guadix, en conexión con los intereses familiares en la Azucarera San Torcuato de Guadix.
Iglesia parroquial de Santa María de la Anunciación
No existen indicios documentados de la existencia de una mezquita en la localidad durante la época musulmana. Tras la conquista cristiana, en 1492 se erigió una parroquia o ermita de estilo mudéjar, a la que quedó unida la localidad vecina de Purullena, por disposición del Sínodo de Guadix. Dicho Sínodo establecía que "las yglesias del Marchal y Purullena que esso mesmo un cuerpo", y señalaba además que estas parroquias tenían bajo su dependencia diversos cortijos, como los de Cúllar, Luchena, Canlar y la Casa de Méndez. Para atender las necesidades religiosas de estas zonas, el Sínodo ordenó también la construcción de una iglesia en el cortijo de Luchena.
Entre 1549 y 1555 se levantó la antigua iglesia de Marchal. La dirección y ejecución de las obras corrió a cargo de Ambrosio Villegas, con un presupuesto de 35 379 maravedíes. En 1553 se adquirieron los ladrillos necesarios a Miguel Loayna, y un año más tarde se construyó la torre por un coste adicional de 7500 maravedíes. La cerrajería fue realizada por Blas Calderón.
En 1943, un incendio destruyó la antigua ermita. Durante el proceso de reconstrucción, se habilitó una sala en el Palacio de los Gallardo para impartir la eucaristía. Sobre las ruinas del templo anterior se levantó la actual iglesia parroquial, que conserva algunos elementos de estilo mudéjar. La iglesia presenta planta basilical y está cubierta en su totalidad por una sencilla bóveda de cañón.
Iglesia de Santa Catalina
Insertada en un conjunto más amplio de estructuras troglodíticas, se encuentra la iglesia de Santa Catalina, una capilla rupestre datada en época tardo romana o visigoda. Este singular templo se localiza al pie de un acantilado, y constituye uno de los ejemplos más antiguos y relevantes del patrimonio religioso del municipio.
La iglesia está excavada en la roca y presenta una planta rectangular de aproximadamente 6 m de profundidad por 2,30 m de ancho. El espacio culmina en un ábside cuadrangular, separado de la nave principal mediante un arco de herradura. En la pared izquierda se conserva una cruz latina de unos 30 centímetros de altura, picada directamente sobre la arcilla.
Los laterales de la estancia muestran varios nichos excavados y una apertura al exterior a modo de puerta, actualmente tapiada. La puerta de acceso, parcialmente conservada, presenta un arco de medio punto peraltado. Todo el conjunto evidencia el carácter sacro del espacio y su integración en un entorno de arquitectura troglodítica singular en la zona.
Ermita de las Ánimas o de la Virgen del Carmen
En el camino hacia Los Baños de Graena.
Esta ermita, de reciente construcción, debido al deterioro de la anterior está dedicada a la Virgen del Carmen y se encuentra situada en el Barrio Perchel.
Mirador del Perchel
Con vistas sobre la vega de Marchal. También existen otros miradores como el Mirador de "La Encantá", el mirador de la Era de Santo Cristo y el Mirador de San Marcos, todos enclavados en el Monumento Natural Cárcavas de Marchal.

### Fiestas
- La Candelaria. La Virgen de la Candelaria es la patrona del municipio del Marchal y en conmemoración a ella el día 2 de febrero se celebra una fiesta de carácter profano, donde los habitantes del pueblo pasan un día en el campo, bebiendo vino del lugar y recolectando leña que se utiliza para realizar una hoguera donde reunirse y pasar el resto del día. Junto a ella se celebra al día siguiente la festividad de San Blas, con reparto de roscos benditos, frente al mal de garganta.
- Santísimo Cristo de los Milagros o Santo Cristo. Una de las fiestas más populares de Marchal, organizada por un grupo de mayordomos casados que se encargan de organizar todos los festejos. Esta festividad se celebra coincidiendo con el viernes, sábado y domingo de carnaval. En estos tres días de festividad se realiza lo siguiente: procesión de Santo Cristo de los Milagros: tradicionalmente llamada Procesión de las Promesas, eje central de las fiestas, donde miles de cohetes acompañan al Santo Cristo por todas las calles del pueblo. Misa todos los días por la mañana. El último día se designan los nuevos mayordomos que se encargaran de realizar el festejo el siguiente año. El Cristo de los Milagros de Marchal es un lienzo que plasma el momento del Descendimiento de Jesús del árbol de la cruz, y es una pintura de principios del siglo XX; el original se puede encontrar en la catedral de Amberes, en Bélgica. Vino a sustituir al lienzo primitivo que fue destruido por un incendio en la iglesia del pueblo a mediados del siglo XX.
- San Bonifacio. Patrón de Marchal, se celebra el día 5 de junio, donde sus actividades más significativas son la misa y procesión del patrón, comida popular organizada por el ayuntamiento para todos los habitantes del municipio y verbena por la noche.